# Antonio Vegezzi
Antonio Vegezzi (Piacenza, 25 dicembre 1902 – ...) è stato un calciatore italiano, di ruolo attaccante.

## Caratteristiche tecniche
Giocava come ala destra.

## Carriera
Inizia a giocare nel Savoia di Lodi, in Terza Categoria. Nel 1921 si trasferisce a Roma giocando per tre stagioni nella Roman, dapprima in Prima Divisione CCI (8 presenze) e poi nel campionato di Prima Divisione 1922-1923, nel quale disputa 4 partite. Nella stagione 1923-1924 non viene mai impiegato, in quanto impegnato nel servizio militare a Modena e Bologna.
Nel 1924 viene posto in lista di trasferimento e ritorna a casa militando nel Piacenza. Con cui gioca una partita nel campionato di Seconda Divisione 1924-1925.